# If Women Counted
If Women Counted: A New Feminist Economics (Nederlands: Als vrouwen zouden tellen: Een Nieuwe Feministische Economie) is een boek uit 1988 van de Nieuw-Zeelandse academicus en voormalige politicus Marilyn Waring, en wordt beschouwd als grondleggend document van de discipline van feministische economie.
Het boek is een baanbrekende en systematische bekritisering van het systeem van nationale rekeningen, de internationale standaard voor het meten van economische groei, zowel als de manieren waarop onbetaald werk van vrouwen en de waarde van de natuur buiten beschouwing zijn gehouden van wat als productief telt in the economie.

## Inhoud
Geschreven vanuit een feministisch perspectief en op basis van statistische data, bekritiseert Waring de onderliggende aannames van nationale rekeningen. Ze problematiseert met name het feit dat het onbetaalde werk van vrouwen zowel als de waarde van de natuur niet betrokken worden in nationale rekeningen, wat volgens haar spreekt van seksuele discriminatie en het voortbestaan van de dominantie van vrouwen. Waring observeert dat niet alle categorieën die opgenomen zijn in het bruto nationaal product, zoals de staat sector, markt activiteiten zijn, wat leidt tot haar kritiek dat huiswerk buiten beschouwing wordt gehouden in deze berekeningen.

## Context
Waring betrad het Nieuw-Zeelandse parlement in 1975. Ze was deel van het  committee van publieke uitgaven gedurende een periode waarin het systeem voor nationale rekeningen in Nieuw-Zeeland werd aangepast op de richtlijnen van de Verenigde Naties. Door dit werk realiseerde Waring zich dat het werk uitgevoerd door vrouwen en door natuurlijke grondstoffen die het leven op aarde mogelijk maken beiden onzichtbaar waren in nationale rekeningen. Hierdoor werden beide gezien als onproductief, en werden daardoor niet betrokken in beleidsbeslissingen. Gedreven door deze realisatie voerde Waring een uitgebreid onderzoek uit naar de regels van het systeem van nationale rekeningen van de Verenigde Naties, wat leidde tot de publicatie van dit boek.
Warings argumentatie bouwt op een traditie van feminisme en feministische economie. De erkenning van de uitsluiting van zowel vrouwen als natuur in de productieve economie maakt If Women Counted een relevante contributie in discussies rond ecofeminisme. Daarnaast heeft het boek raakvlakken met de degrowth-beweging door de nadruk op de foutieve reflectie die economische indicatoren geven van de ware welzijn van een samenleving. Hoewel Warings boek ertoe heeft geleid tot een revisie van het bruto nationaal product door de Verenigde Naties, benadrukken critici het aanhoudende belang van If Women Counted voor politieke economie en feministische economie zolang onbetaald huishoudelijk werk en invloeden op de natuur buiten beschouwing worden gehouden in deze statistieken.

## Beoordeling
Voormalig hoogleraar economie Julie A. Nelson beschrijft het ontwakende vermogen van Warings werk:
"Ze liet precies zien hoe onbetaald werk dat traditioneel wordt uitgevoerd door vrouwen onzichtbaar is gemaakt in systemen van nationale rekeningen, en de schade die dit veroorzaakt. Haar boek bemoedigt en beïnvloedt een wijd scala aan werk, zowel numeriek en ander soort werk, dat bestaat uit het waarderen, behouden, en belonen van het zorg werk dat onze levens ondersteunt. Door aandacht te vragen voor het buiten beschouwing houden van de natuurlijke omgeving uit ze ook een 'wake-up call' voor zaken rond ecologische duurzaamheid die met de loop van de tijd alleen maar dringender zijn geworden. In de afgelopen decennia is het veld van feministische economie breder en wijder geworden om deze zaken en meer te omvatten" (vertaald uit het Engels). 
Ulla Grapard, professor in economie en vrouwenstudies aan Colgate Universiteit merkt op dat het boek haar ogen verder heeft geopend. Na het lezen van het boek bleef ze connecties tegenkomen met dingen die observeerde in haar werk en dagelijkse leven. Ze realiseerde zich dat onbetaald zorg werk overal is. 

## Publicatiegeschiedenis
Het boek werd oorspronkelijk gepubliceerd door Harper & Row onder de titel If Women Counted met een introductie van Gloria Steinem in 1988. Macmillan publiceerde het boek onder dezelfde titel, en door Allen & Unwin werd het boek gepubliceerd onder de titel Counting for Nothing.

## Verfilming
- De documentaire Who's Counting? Marilyn Waring on Sex, Lies and Global Economics (1995), geregisseerd door Oscar winnares Terre Nash, is grotendeels gebaseerd op het boek.